# Trinny och Susannah stylar om Sverige
Trinny och Susannah stylar om Sverige är ett svenskt/brittiskt TV-program som hade premiär den 28 mars 2011 med Trinny Woodall och Susannah Constantine. I varje program besöker Trinny och Susannah en  stad i Sverige där de hjälper till att styla om personers utseende. Som en final får personerna gå på en modevisning inför publik på Filmhuset och Vällingby City.
Städerna som Trinny och Susannah besöker i programmet är Karlstad, Lund, Stockholm, Borås, Vällingby, Göteborg och Borlänge.